# Неродія смугаста
Неродія смугаста (Nerodia fasciata) — неотруйна змія з роду Неродія родини Вужеві. Має 3 підвиди. Інша назва «південна водяна змія».

## Опис
Загальна довжина коливається від 60 до 110 см, однак відомі рекордні особини довжиною більш 1,5 м. Спостерігається статевий диморфізм — самки трохи більші за самців. Луска спини кілевата. Тулуб коричневий або оливково-сірий з помітними темними поперечними смугами, які зливаються на спині. Від очей до заднього кута рота тягнеться чорна смуга. З боків черева присутній шаховий малюнок з темних та білих лусок. Зустрічається безліч колірних варіацій: поперечні смуги можуть бути червоними, коричневими або чорними, основні кольори: червонуватий, жовтий, каштановий або сірий. Смуги можуть заходити з боків на світле черево. Більшість особин з віком темніють, але деякі зберігають яскраве, контрастне забарвлення протягом усього життя.

## Спосіб життя
Полюбляє місцини навколо прісноводних водойм: річок, струмків, озер, ставків та боліт. Дуже рідко зустрічається близько солонуватих морських заток. Харчується рибою та амфібіями.
Це яйцеживородна змія. Самиця народжує до 10 дитинчат.

## Розповсюдження
Мешкає у наступних штатах США: Техас, Луїзіана, Оклахома, Арканзас, Міссісіпі, Алабама, Флорида, Джорджія, Південна й Північна Кароліна, Міссурі та Іллінойс. 

## Підвиди
- Nerodia fasciata confluens
- Nerodia fasciata fasciata
- Nerodia fasciata pictiventris